# Фігофен
Фігофен (іноді згадується як Фіггофен) —  містечко та громада  округу Целль-ам-Зее в землі Зальцбург, Австрія.
Фігофен лежить на висоті  856 над рівнем моря і займає площу  38,63 км². Громада налічує 591 мешканців. 
Густота населення 15/км².  
Територія округу Целль-ам-Зее збігається з областю (гау) землі Зальцбург, що носить назву Пінцгау. Це гірська область Австрії з мальовничими долинами й високогірними озерами, зокрема озером Целль, від якого походить назва округу. Головною індустрією області є спортивний туризм, особливо пов'язаний із зимовими видами спорту, для яких тут сворено всі умови: гірськолижні траси й підйомники, траси для бігу на лижах. Улітку в Пінцгау популярні туристичні походи, гірські велосипеди. Поряд із туризмом в Пінцгау проводяться численні міжнародні змагання. Кожне містечко й сільце області має розвинуту інфраструктуру для прийому туристів і дбає про свої музеї та інші визначні місця.   
|                                  |
| Фігофен на мапі округу та землі. |

Рада громади складється з 9 членів. Бургомістом міста є Райнгард Брайтфусс від Австрійської народної партії. Адреса управління громади: Viehhofen Nr. 31, 5752 Viehhofen. 

## Виноски
1. ↑  Dauersiedlungsraum der Gemeinden Politischen Bezirke und Bundesländer - Gebietsstand 1.1.2018 — Статистичне управління Австрії.
2. ↑  Einwohnerzahl 1.1.2018 nach Gemeinden mit Status, Gebietsstand 1.1.2018 — Статистичне управління Австрії.
3. ↑   www.viehhofen.at